# Passovia ovata
Passovia ovata är en tvåhjärtbladig växtart som först beskrevs av Johann Baptist Emanuel Pohl och Dc., och fick sitt nu gällande namn av Kuijt. Passovia ovata ingår i släktet Passovia och familjen Loranthaceae. Inga underarter finns listade i Catalogue of Life.